# Volkswagen GX3
O Volkswagen GX3 é um triciclo conceitual apresentado pela VW no Salão de Los Angeles de 2006. O modelo era equipado com o motor 1.6 do VW Lupo GTI.